# Jean-François Foppens
Pour les articles homonymes, voir Foppens.
Jean-François Foppens, né le 17 novembre 1689 à Bruxelles et mort le 16 juillet 1761 à Malines (Belgique), est un prêtre, historien et biographe belge.

## Biographie

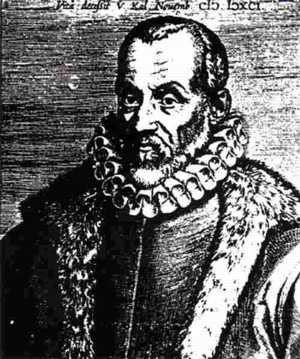
Gravure représentant Ogier Ghislain de Busbecq par Jean François-Foppens.

Fils de l’imprimeur François Foppens et de Jeanne de Surmont,, Foppens fit ses premières études au collège jésuite de Bruxelles, avant d’être envoyé, en 1704, à l’université de Louvain, où il étudia deux ans la philosophie, au collège du Lys. Avant sa dix-septième année, c’est-à-dire en 1706, il reçut sa maitrise ès arts, second de sa promotion. Vers la fin de l’année 1713, il fut choisi pour enseigner la philosophie dans ce même collège, et attira beaucoup d’auditeurs à ses leçons.
Optant pour la théologie, il fréquenta d’abord le collège de Van Malderen, sous Augustin Hendrickx, ensuite le séminaire de Liège, sous Jean-François Stoupi, reçut sa licence en 1715 et se prépara sérieusement à embrasser l’état ecclésiastique. À une époque où les querelles suscitées par le jansénisme était alors des plus acharnées, Foppens, qui était de la plus scrupuleuse orthodoxie, obtint un canonicat de l’église collégiale de Saint-Martin d’Alost. Nommé le 22 octobre 1721, chanoine de la seconde prébende de la cathédrale de Bruges, en remplacement d’Alexandre Van Volden, il fut depuis cette année même professeur de théologie au séminaire de cette ville jusqu’au 19 décembre 1729, qu’il devint chanoine gradué de l’église métropolitaine et primatiale de Saint-Rombaut, à Malines, comme successeur de François Ricquaert de Bruxelles. En 1732, on le créa archiprêtre de la partie occidentale du district de Malines et, en 1737, pénitencier. Enfin, le 4 août 1740, il reçut la dignité d’archidiacre occupée en dernier lieu par J. Melchior, et la charge de censeur de livres.
La douceur du caractère de Foppens, la pureté de sa doctrine, l’étendue de son savoir, la vivacité de son esprit, lui gagnèrent les bonnes grâces du cardinal d’Alsace, archevêque de Malines, qui aimait et cultivait les lettres, et se plaisait à augmenter chaque jour sa bibliothèque. Parmi les hommes instruits de son époque, Foppens était particulièrement lié avec Jérôme Stevart de Bruxelles, Corneille-Paul Hoynck Van Papendrecht, François J. De Bors d’Overen, les frères Azevedo, H.-M.-F.-J. de Vivario, les chanoines R.-N. Van den Eynde et Ch. Major, G.-J. De Servais, G.-G.-F. Verhoeven, les généalogistes P.-A.-L. de Coloma et G. de Cuypers, Cornelius Van Gestel, les pères bollandistes Du Solier, Cuypers, Janning et Baert, le baron J. Le Roy, le P. Charles Delewarde, le jurisconsulte Z.-B. Van Espen, le poète latin Livin de Meyere, le comte G. De Wynants, le théologien P.-L. Danes, J. Knippenberg, Marc de Neny, père du chef-président du conseil privé, le P. B. De Jonghe, P. Dolmans et le baron De Crassier, Ch.-Fr. Custis, J.-B.-L. de Castillion, le médecin Rega, etc. Le F. Norbert de Sainte-Julienne, historiographe de l’Ordre des Carmes, était au nombre de ses correspondants.

## Souvenir
Lorsqu’il s’éteignit au milieu de ses livres, Foppens fut inhumé dans la cathédrale, près de l’autel de la Vierge, devant l’entrée du chœur. Il avait fondé (financièrement) par testament une messe-anniversaire dans la cathédrale, interdisant toute sonnerie. Il légua une partie de ses manuscrits à Guillaume Van Meldert de Malines, chanoine gradué dans l’un et l’autre droit, et à qui il était uni par une amitié intime. Le catalogue de sa bibliothèque a paru à Malines en 1761, en un vol. in-8°. Celui de son frère, Pierre Foppens, fut imprimé à Bruxelles en 1752, in-8°. Jean-François Foppens avait choisi pour vignette de ses livres un ange soutenant un écu parti d’or au double aigle de sable coupé en pal, et de sable à trois faces ondées d’argent accompagnées en chef d’une gerbe d’or et en pointe d’une hache de même posée en bande, avec la devise : Quod vis videriesto. Il avait deux sœurs, Jeanne-Thérèse et Marie-Françoise, et deux frères, Pierre-Ignace, qui se fit imprimeur comme leur père, et Dominique-Xavier, qui fut chanoine et doyen d’Anderlecht.

## Écrits
- Historia episcopatus anlverpiensis, continens episcoporum serieni et capilulorum, abbatiartim et monasteriorum fundationes, etc., Bruxelles, François Foppens, 1717, in-4°.
- Historia episcopatus Sylvœducensis, continens episcoporum et vicariorum generalium seriem et capitulorum, abbatiarum et monasteriorum fundationes, etc. fb., apud eundem, 1721, in-4°. Biblioth. hist. de la France, I, 9064.
- Auberti Mirœi opera diplomatica et historica, editio secunda auctior et correctior, t. I et II, Leyde, Gilles Denique, et Bruxelles, François Foppens, 1725 ; t. III, Pierre Foppens, 1754 ; tom. IV apud eundem, 1748. Bibl. hist. de la France, I, 5088, III, 39319.
- Oratio panegyrica in honorem S. Caroli Borromœi, exhibent operarium evangelicum, habita in die octava ejus in ecclesia, cathedrali S. Donatiani Brugis, die 11 novemb, 1726. in-f°.
- Oratio panegyrica exhibens S. Lucam evangelistam, medicum corporum et animarum, dicta Bruxellis in ecclesia parochiali S. Nicolai, 18 octobris 1750, in-f°.
- Oratio panegyrica exhibens S. Carolum Borromœum velut alterum Judam Machabœum, habita Bruxellis, die 4 novembris 1729, in SS. Michaelis et Gudilœ, ac rursum in octava sive 11 sequente in cathedrali ecclesia S. Donatiani Brugis, in-f°.
- Compendium chronologicum episcoporum Brugensium, nec non praepositorum, decanorum et canonicorum, etc., ecclesiæ cathedralis S. Donatiani Brugensis, Bruges, Jacques Beernaert, 1751, in-8° ou in-12, 272 p.
- Bibliotheca Belgica, sive virorum in Belgio vila scriptisque illustrium culalogus librorumque nomenclatura, continens scriptores a clariss. viris Valerio Andrea, Aub. Miraeo, Franc. Sweertio aliisque recensitus usque ad annum 1680, Bruxelles, Pierre Foppens, 1739, 2 vol. in-4°, figg. Bibl. hist. de la France, IV, 45694.Dans la préface, il remarque que Walter Driessens n’avait traité que d’environ 2 350 auteurs et que lui en a ajouté près de 560. Cependant il s’en faut que lui-même soit complet.
- Oratio funebris in exequiis augustiss. imp. Caroli VI, habita Mechliniæ, die januarii 1741, in-4°, 16 p.
- Basilica Bruxellensis, sive monumenta antiqua, inscriptiones et cænotaphia insignis ecclesiæ collegiatæ SS. Michaelis et Gudilæ, editio auctior et emendatior, Malines, Laur. Vander Elst, 1745, in-8°, 2 parties.
- Luctus ecclesiae Mechliniensis a die 5 jan. 1789, quo obiit emin : ac rev. DD. Th. Philippus S. R. E. cardinalis de Alsatia, Bruxelles, Pierre Foppens, 1789, in-f°, 15 p.
- Jubilaeum quinti saeculi canonicorum Zellariensium, Bruxelles, Pierre Foppens, 1760, in-4°.
- Chronologia sacra episcoporum Belgii, seu series eorumdem prœsulum nuper ab illustriss. D. J.-B.-L. de Castillion, Brugensi episcopo, usque ad annum 1719 edita ; nunc ad tempus praesens continuata, Bruxelles, Antoine D’Ours, 1761, in-8° ou in-12.Ouvrage posthume en vers hexamètres.
- Carmina varia, variis annis edita.

### Poésies
- Applausus ecclesiae Mechliniensis D. archiepiscopo suo D. Thomae Philippo de Alsatia, in-f°.

### Manuscrits
- De diminutione dierum festorum et bullae quaedam desuper, in-f°.
- Belgica christiana, in qua omnium Belgii episcoporum vitae ad haec usque tempora, accurate describuntur, eorumque effigies et insignia gentilitia exhibentur ; junctae sunt delineationes praecipuarum Belgii ecclesiarum et urbium, tabulae quoque geographicae singularum Belgii dioecesium.
- Mechlinia christo nascens et crescens.
- Doctores theologiae ac professores qui supremum hunc titulum adepti sunt Lovanii, In-f°.Volume orné d’armoiries enluminées.
- Promotiones in artibus ab erectione universitatis Lovan. usque ad annum, 1766, ex libris originalibus facultatis artiumcollectœ.
- Institutio archiepiscopatus et archiepiscopi Mechliniensis et alia, in-f°.
- Bibliothèque historique des Pays-Bas, contenant le catalogue de presque tous les ouvrages, tant imprimés que manuscrits, qui traitent de l’histoire, principalement des XVII provinces, avec des notes, in-f°.
- Supplemenlum bibliothecae Belgicae J.-F. Foppens, 5 vol., in-4° en feuilles.
- Correspondentie-brief van den zeer geleerden heer Herman Schomaker, secretaris der stad Zutphen, 1764, in-4°, 12 p.
- Annotata et literae RR. dominorum J.-F. Foppens et Jac. Goyers, in-4°.
- Paquet de lettres adressées au chanoine Goyers par divers savans et autres personnes, pour lui donner des renseignemens relatifs à la Bibliotheca Belgica, Bibl. Hullhem., VI, no 835.
- Paquet de lettres et d’autres documens sur le même sujet. Bibl. Hulthem, VI, no 826.
- Farde de notes du chanoine Goyers dont la plupart ont rapport au même travail. Bibl. Hulthem., VI, no 837.
- Chronycke van Mechelen door den heere Foppens, in-4°. Catal. de Van Meldert, p. 129, no 1525.
- Analecta historica de vita et gestis Antonii Perrenot de Granvelle, primi Mechl. archiepiscopi, per eundem, in-4°.
- Mémoires pour servir à l’histoire du conseil privé. Catal. de Van Meldert, p. 132, no 1559.
- Analecta de Thoma Van Thielt, pseudo-abbate S. Bernardi ad Scaldim, in-4°. Catal. de Van Meldert, p. 132, no 1561.
- Necrologium Belgicum virorum Romano-Catholicorum, praesertim ex academia Lovaniensi, qui infulis, doctrina, pietate, dignitate, libris editis, ac praecipue singulari erga sanctam sedem observantia claruerunt ab anno 1640 (1650), usque ad annum 1759. Oppositum necrologio nuperis annis apud Batavos edito, una cum triplici indice alphabetico, chronologico et onomastico ad supplementum Bibliothecae scriptorum Belgicorum prodromus.
- Decani ecclesiae collegiatae sanctae Monegundis Chimacensis in Hannonia, in-f°. Premier catal. de M. de Santander, Bruxelles, 1767, p. 23, no 247.
- Instructio decanorum christianitatis dioecesis Brugensis, in-4°, Ibid., p. 56, no 650.
- Ecclesia collegiata S. Petri in Anderlecht, in-4°, Ibid., p. 56, no 650
- Canonicorum Leodiensium series ab anno 1802, ad an. 1747, in-8°, Ibid., p. 140, no 1738.
- Libellas vere famosus de admirandis Belgii turribus, carumque incendiis, in-4°, Bibl. Hulth., VI, no 211.
- Jo.-Fr. Foppens, Br. opera poetica tam manuscripta quam impressa, in-f°, Biblioth.Hulth., VI, 214.
- Pièces manuscrites et imprimées, touchant le séjour des Français en Belgique de 1745 à 1748, recueillies par J.-F. Foppens, in-4°.
- Histoire ecclésiastique des Pays-Bas, par J.-F. Foppens, servant de second volume à la même histoire par G. Gazel, 2 t. en 1 vol., in-f°, p. 528 et 320.
- Notice des archevêques et évêques des Pays-Bas, après leurs créations l’an 1559, avec leurs armoiries et inscriptions sépulcrales ; recueillies par J.-F. Foppens, avec quelques annotations de Jean Bapt. Verdussen et des portraits, in-f° de 236 p., 22 portraits gravés et environ 185 arm. dont 171 enluminées. Bibl. Hulth., VI, no 485.
- Paquet de documens et notes historiques et autres, de la main de J.-F. Foppens et du chanoine Goyers, in-4°, Bibl. Hulth., VI, no 553.
- Chronique abrégée de la ville de Brusselles de 647 à 1760, in-f°.
- Annales des choses mémorables advenues en la ville de Bruxelles et dans ses environs, depuis 657 jusque 1756, par J.-F. Foppens Gr. in-4°, Bibl. Hulth., VI, no 700.
- Chronique de Bruxelles, de 974 à 1773, in-f°.
- Clari Mechlinienses, in-f°, Bibl. Hulth., VI, no 838.
- Dissertatio de Bibliomania Belgica hodierna, quae specialiter de libris agitur quos, anno 1755, placuit phœnices librorumappellare, in-8°, Bibl. Hulth., VI, no 884.
- Historia et series doctorum Academiae Duacensis ab anno 1562 ad ann. 1750 ; auct. J.-F. Foppens, in-4°, Bibl. Hulth., VI, no 818.On y lit, entre autres, une histoire du Collège anglais de Douai.
- Histoire du conseil de Flandre, depuis son érection en 1585, jusqu’à l’an 1758, 274 p. in-f°.
- Epitaphia Brugensia quae extant in diversis ecclesiis ; nec non Ostendana, Dixmudana, et in ecclesia parochiali de Poucques.Collegit J.-F. Foppens.
- Collectanea sacra Brugensia et Oslendana, in-f°. Même dépôt.
- Collectanea sacra Namurcensia, in-f°. Même dépôt.
- Fasti seu natales sanctorum Belgii a Jo. Molano, Aub. Mirœo, Arn. Baissio, Aut. Sandero, Barth. Fisenio, aliis hagiographis collecti, auctore J.-F. Foppens, 5 vol. in-4°, portraits.
- Acta et facta academicorum Lovaniensium edita et manuscriptu.
- Doctores artium Lovan, in-f°.
- Doctores facultatif medicinae Lot, in-f°.
- Doctores ulriusque jnris Lov, in-f°.
- Status dioecesis Buscoducensis ex originalibus et aliis missis Romam, in-f°.
- Additiones et correctiones ad historiam sacram et prophanam archiepiscopatus Mechl. R. D. Van Gestel, in-f°.
- Status ecclesiae et capiluli D. Rumoldi Mechl. circa ann. 1280, nec non ordo ac series praepositorum, decanorum caeterorumque canonicorurn ejusdem ecclesiae jam pridem eollegiatae, nunc autem ab anno 1889 metropolitanae. Ab anno 1100 usque ad ann., 1760, in-f°.
- Ordo praebendarum et canonicorurn ecclesiae S. Rumoldi ab anno 1400, usque ad nostra tempora 1784, in-f°.
- Reflectiones circa mulalionem faciendam in officiis propriis ecclesiae metropolitanae, in-8°.
- Dissertationes historico-canonicae de canonicis et praebendis graduatis, in-8°.
- Journal de ce qui s’est passé à Malines, tandis que le roy de France Louis XV en était le maitre, depuis le 12 may 1746 jusqu’au 28 janvier 1749, avec les actes vérificatifs, in-f°.
- Coloniensia, Mognntinensia, ctc, quaedam, in-f°.
- Carmina concementia annalem Lovaniensem, in-f°.
- Histoire du conseil de Brabant (1526-1760), in-f°., 418 feuilles avec la table.
- Histoire du grand conseil de S. M., in-f°. 551 feuil. avec les tables.
- Bombardement de Bruxelles, par un témoin oculaire, avec les estampes d’A. Coppens et de H. Van Orley, in-4°.
- Miscellanées historiques concernant les diverses provinces des Pays-Bas Autrichiens, in-f°. Bibl. Hulth., V, 239, no 796.
- Oratio funebris arch. Maria Elisabetha, 1741.
- Différens recueils pour l’histoire ecclésiastique, civile et littéraire des Pays-Bas.